# Paszternák László
Paszternák László (Pusztadobos, 1942. június 10. –) magyar szakszervezeti vezető, politikus, 1990 és 2002 között országgyűlési képviselő (MSZP).

## Élete
Paszetrnák László 1942-ben született a Szabolcs vármegyei Pusztadoboson, Paszternák József mezőgazdasági munkás és Jakab Mária fiaként. Elemi iskolai tanulmányait szülőfalujában végezte, majd 1959-ben Budapesten szerzett villanyszerelő és erősáramú berendezésszerelő szakmunkás-bizonyítványt. 1967-ig a Vertesz villanyszerelőjeként, illetve termelésirányítójaként dolgozott, közben 1962-től 1964-ig sorkatonai szolgálatot teljesített. 1967 és 1970 között államközi munkaerőcsere-szerződés keretében az NDK-ban dolgozott. 1969-ben a Magyar Szocialista Munkáspárt tagja lett.
Hazatérve 1972-től 1975-ig a Vertesz szakszervezeti titkára volt, majd a Magyar Villamos Művek Tröszt szakszervezeti bizottságának titkára lett. 1977-ben villamosipari technikumot végzett, majd 1981-ben a Politikai Főiskolán szerzett diplomát. 1981 és 1988 között a Vas-, Fém- és Villamosenergia-ipari Dolgozók Szakszervezete Központi Vezetőségének titkára, majd 1989 végéig a szervezet főtitkára volt, 1989 decemberében pedig a Vasas Szakszervezet elnökévé választották. 1986-tól 1988-ig a Magyar Néphadsereg Zrínyi Miklós Katonai Akadémiájának hallgatója volt, a végzés után őrnagyi rendfokozatot kapott. 1986 és 1990 között a Novofer Innovációs Közös Vállalat igazgatótanácsának elnökeként dolgozott.
Az 1990-es országgyűlési választásokon a Magyar Szocialista Párt budapesti területi listájáról szerzett mandátumot, de a pártba nem lépett be. Az Országgyűlésben a mentelmi, összeférhetetlenségi és mandátumvizsgáló bizottság tagja lett. 1992-ben a Szabad Szakszervezetek Európai Szövetsége végrehajtó bizottságának tagja, 1995-ben a Szabad Szakszervezetek Világszövetsége végrehajtó bizottságában közép-kelet-európai országok képviselője lett. 1993-tól a Magyar Szakszervezetek Országos Szövetsége szocialista-szociáldemokrata platformjának elnöke volt.
Az 1994-es országgyűlési választáson Budapest 30. számú, XXI. kerület központú választókerületből jutott a parlamentbe, ahol a foglalkoztatási és munkaügyi bizottság alelnöke volt. Az 1998-as országgyűlési választáson az MSZP országos listájáról szerzett mandátumot, az Országgyűlésben a foglalkoztatási és munkaügyi bizottság és az európai integrációs albizottság tagja lett. A 2002-es országgyűlési választáson nem jutott a parlamentbe.
Felesége 1970-től Futó Margit önálló pénzügyi előadó, két gyermekük született.